# Pittosporum gracile
Pittosporum gracile är en tvåhjärtbladig växtart som beskrevs av Panch., Adolphe-Théodore Brongniart och Gris. Pittosporum gracile ingår i släktet Pittosporum och familjen Pittosporaceae. Inga underarter finns listade.